# Salinan
Le salinan est une langue isolée  parlée aux États-Unis, en Californie. Le salinan est rattaché à l'hypothétique groupe des langues hokanes. La langue est éteinte.

## Variétés
Le salinan comprenait deux variétés, l'antoniaño et le migueleño.
Le territoire des Salinans (en) s'étendait sur les comtés actuels de San Luis Obispo, de Monterey et peut-être de San Benito, entre l'Océan Pacifique et la rivière Salinas.

## Documentation
Bien qu'éteinte la langue est correctement documentée. En 1910 et 1916, J. Alden Mason travailla avec des locuteurs des deux dialectes, faisant même des relevés au palatographe et au kymographe. En 1922, puis en 1932-1933, John P. Harrington rassembla un corpus important de mots et de phrases en antoniaño et en migueleño. En 1954, William H. Jacobsen recueille des matériaux auprès d'un locuteur de l'antoniaño.

## Sources
- (en) Turner, Katherine, The Reconstituted Phonemes of Salinan, Journal of California and Great Basin Anthropology. Papers in linguistics, Vol.2, pp. 53-91, 1980.